# SI-alapegység

A rögzített értékű fizikai állandók és az alapmértékegységek kapcsolata

Az SI-alapegységek az SI (Mértékegységek Nemzetközi Rendszere) által meghatározott szabványos mértékegységek a hét alapmennyiséghez. A hét SI-alapegységgel lehet a többi származtatott egységet létrehozni. Az SI-mértékegységeken kívül több nem SI-mértékegység is használatos az SI-vel összhangban.
A hét alapmennyiséghez tartozó alapmértékegység a másodperc, a méter, a kilogramm, az amper, a kelvin, a mól, és a kandela.
Az alapegységek definíciója a 2018. november 13-16. között Versailles-ban megtartott 26. Általános Súly- és Mértékügyi Konferencia határozata szerint 2019. május 20. óta hét természeti állandóhoz kötődik, melyek értéke mai tudásunk szerint helytől és időtől függetlenül állandó, így értéküket rögzítették. Ezek a cézium-133 atom sugárzásának frekvenciája, a vákuumbeli fénysebesség, a Planck-állandó, az elemi töltés, a Boltzmann-állandó, az Avogadro-állandó és az 540 THz frekvenciájú monokromatikus sugárzás maximális spektrális fényhasznosítása.
Bár az új SI-ben több alapmértékegység definíciója jelentősen új elvi alapokon nyugszik mint korábban, a hét alapmennyiség és a hozzájuk tartozó alapmértékegységek is ugyanazok. Ugyanakkor a mértékegységek új definíciójának bevezetésével a fizikai mennyiségek és állandók értéke a hétköznapi életben szükséges pontosságon belül változatlan maradt. Az új definíciók bevezetése pontosabbá teszi az alapmértékegységeket, ami a tudományos mérések pontosságának növelése szempontjából fontos. Az új rendszer jellemzője, hogy az alapmértékegységek definíciója elvontabbá vált, és mérésük elszakadt a definíciótól.

## Idő(t):másodperc (s)
Az idő mértékegysége a másodperc; jele: s. A másodperc meghatározása a perturbálatlan alapállapotú cézium-133 atom két hiperfinom energiaszintje közötti átmenet frekvenciája alapján történik, úgy, hogy ez a frekvencia pontosan {\displaystyle 9\,192\,631\,770\,{\mbox{s}}^{-1}.}
Ez a meghatározás csak a formai egységesítés miatt változott. Lényegében nem különbözik a korábbitól. Más szavakkal azt jelenti, hogy a másodperc az alapállapotú cézium-133 atom két hiperfinom energiaszintje közötti átmenetnek megfelelő sugárzás 9 192 631 770 periódusának időtartama.
A t betű a latin tempus, az s pedig a szintén latin secundo szóból származik.

## Hosszúság(l):méter (m)
A hosszúság mértékegysége a méter; jele: m. A méter meghatározása a fény vákuumbeli terjedési sebessége alapján történik, úgy, hogy az előbbi másodperc definíciót figyelembe véve a fény terjedési sebessége pontosan {\displaystyle 299\,792\,458\,{\frac {\mbox{m}}{\mbox{s}}}.}
Ez a definíció szintén csak formailag változott. A méter tehát annak az útnak a hosszúsága, amelyet a fény vákuumban a másodperc 299 792 458-ad része alatt megtesz.
Az l betű a latin longitudo szóból származik. Hosszúság jelölésére használatosak még: s, x, h valamint (főleg a matematikában) az ábécé első betűi a, b, c stb.

## Tömeg(m):kilogramm (kg)
A tömeg mértékegysége a kilogramm; jele: kg. A kilogramm meghatározása a Planck-állandó (h) értéke alapján történik, úgy, hogy a másodperc és a méter fenti definícióját figyelembe véve a Planck-állandó pontosan: 
{\displaystyle h=6,62607015\cdot 10^{-34}\,{\mbox{J}}\cdot {\mbox{s}},}
ahol a {\displaystyle {\mbox{J}}\cdot {\mbox{s}}={\mbox{kg}}\,{\mbox{m}}^{2}\,{\mbox{s}}^{-1}.}
Az m betű a latin massa szóból származik.
A kilogramm mérése a Kibble-mérleg segítségével történik.
A kilogramm definíciójának megváltozása elvi jelentőségű, hiszen a korábbi meghatározás egy etalonul választott ember alkotta tárgy tömegéhez rögzítette a tömegegységet, az új viszont egy természeti állandóhoz köti.

## Áramerősség(I):amper (A)
Az elektromos áram erősségének mértékegysége az amper; jele: A. 
Az amper meghatározása az elemi töltés (e) értéke alapján történik, úgy, hogy a másodperc fenti definícióját figyelembe véve az elemi töltés pontosan:
{\displaystyle e=1,602176634\cdot 10^{-19}\,{\mbox{C}}},
ahol {\displaystyle {\mbox{C}}={\mbox{A}}\cdot {\mbox{s}}}
A mértékegység André-Marie Ampère-ről kapta a nevét.
Az amper korábbi meghatározása a tömegetalon nagyságán és egy fizikai törvényen alapult, most viszont természeti állandóhoz kötött.

## Hőmérséklet(T):kelvin (K)
A termodinamikai hőmérséklet mértékegysége a kelvin; jele: K. A kelvin meghatározása Boltzmann-állandó alapján történik, úgy, hogy a másodperc, a méter és a kilogramm fenti definícióját figyelembe véve a Boltzmann-állandó értéke pontosan:
{\displaystyle k=1{,}380649\cdot 10^{-23}{\frac {J}{K}}},
ahol {\displaystyle {\frac {J}{K}}={\frac {kg\cdot {\mbox{m}}^{2}}{{\mbox{s}}^{2}\cdot {K}}}.}
A mértékegység Lord Kelvinről kapta a nevét.
A T betű a latin temperatura szóból származik.
A korábbi definíció szerint a kelvin a víz hármaspontja termodinamikai hőmérsékletének 273,16-ad része, a relatív eltérés {\displaystyle 10^{-7}}-nál kisebb.

## Anyagmennyiség(n):mól (mol)
Az anyagmennyiség mértékegysége a mól; jele: mol. A mól meghatározása az Avogadro-állandó alapján történik, úgy, hogy az Avogadro-állandó pontosan: {\displaystyle N_{A}=6,022\,140\,76\,10\cdot 10^{23}\,{\frac {\mbox{db}}{\mbox{mol}}}}.
Egy mól az anyagmennyisége az olyan rendszernek, amely pontosan {\displaystyle 6,022\,140\,76\,10\cdot 10^{23}} darab elemi egységet (atomot, molekulát, iont, elektront, vagy más jól meghatározott részecskét) tartalmaz.
A mól korábbi definíciója a szén 12-es izotópjának kilogrammban kifejezett tömegéhez kötődött, de az Avogadro-állandó lényegében akkor is szerepelt benne, az eltérés itt is nagyon kicsi.
Az n betű a latin numerus szóból származik, és a moláris mennyiség többszörösére utal.

## Fényerősség(Iv): kandela (cd)
A fényerősség mértékegysége a kandela; jele: cd. Egy kandela az olyan fényforrás fényerőssége adott irányban, amely {\displaystyle 540\cdot 10^{12}\,{\mbox{Hz}}} frekvenciájú monokromatikus fényt bocsát ki és sugárerőssége ebben az irányban {\displaystyle {\frac {1}{683}}}-ad {\displaystyle {\frac {\mbox{W}}{\mbox{sr}}},}
ahol {\displaystyle {\mbox{W}}={\mbox{kg}}\,{\mbox{m}}^{2}\,{\mbox{s}}^{-3}} és sr = szteradián.
Az I betű a latin intensitas szóból származik. Az indexben a v betű jelentése: visual.
A mértékegység elnevezése a latin gyertya szóból ered.
A kandela meghatározása csupán a tömeg mértékegységének újradefiniálása miatt változott.